# Fußball-Weltmeisterschaft 1954/Gruppe 3
| Pl.                                         | Land             | Sp. | S | U | N | Tore    | Diff. | Punkte |
| ------------------------------------------- | ---------------- | --- | - | - | - | ------- | ----- | ------ |
| 1.                                          | Österreich       | 2   | 2 | 0 | 0 | 006:000 | +6    | 04:0   |
| 2.                                          | Uruguay          | 2   | 2 | 0 | 0 | 009:000 | +9    | 04:0   |
| 3.                                          | Tschechoslowakei | 2   | 0 | 0 | 2 | 000:700 | −7    | 0:40   |
| 4.                                          | Schottland       | 2   | 0 | 0 | 2 | 000:800 | −8    | 0:40   |
| Österreich durch Losentscheid Gruppensieger |                  |     |   |   |   |         |       |        |

Gruppe 3 der Fußball-Weltmeisterschaft 1954:

## Uruguay – Tschechoslowakei 2:0 (0:0)
| Uruguay                                               | Uruguay | Tschechoslowakei | Tschechoslowakei |
| ----------------------------------------------------- | --- | --- | ---------------- |
| Uruguay                                               | \| 1. Gruppenspiel \| \| 16. Juni 1954 um 18:00 Uhr in Bern (Stadion Wankdorf) \| \| Zuschauer: 20.500 \| \| Schiedsrichter: Arthur Edward Ellis ( England) \| \| Spielbericht \|                             | \| 1. Gruppenspiel \| \| 16. Juni 1954 um 18:00 Uhr in Bern (Stadion Wankdorf) \| \| Zuschauer: 20.500 \| \| Schiedsrichter: Arthur Edward Ellis ( England) \| \| Spielbericht \|             | Tschechoslowakei |
| Uruguay                                               | Roque Máspoli – José Santamaría, William Martínez, Víctor Rodríguez Andrade – Obdulio Varela, Julio Abbadie – Oscar Míguez, Juan Schiaffino, Carlos Borges, Luis Cruz, Javier Ambrois Cheftrainer: Juan López | Theodor Reimann – František Šafránek, Ladislav Novák, Jiří Trnka – Ladislav Hlaváček, Ota Hemele – Emil Pažický, Jiří Pešek, Jiří Hledík, Jan Hertl, Ladislav Kačáni Cheftrainer: Karol Borhy | Tschechoslowakei |
| Uruguay                                               | 1:0 Míguez (72.) 2:0 Schiaffino (81.) | | Tschechoslowakei |
| 1. Gruppenspiel                                       | | |                  |
| 16. Juni 1954 um 18:00 Uhr in Bern (Stadion Wankdorf) | | |                  |
| Zuschauer: 20.500                                     | | |                  |
| Schiedsrichter: Arthur Edward Ellis ( England)        | | |                  |
| Spielbericht                                          | | |                  |

## Österreich – Schottland 1:0 (1:0)
| Österreich                                             | Österreich | Schottland | Schottland |
| ------------------------------------------------------ | --- | --- | ---------- |
| Österreich                                             | \| 1. Gruppenspiel \| \| 16. Juni 1954 um 18:00 Uhr in Zürich (Hardturmstadion) \| \| Zuschauer: 25.000 \| \| Schiedsrichter: Laurent Franken ( Belgien) \| \| Spielbericht \|                        | \| 1. Gruppenspiel \| \| 16. Juni 1954 um 18:00 Uhr in Zürich (Hardturmstadion) \| \| Zuschauer: 25.000 \| \| Schiedsrichter: Laurent Franken ( Belgien) \| \| Spielbericht \|               | Schottland |
| Österreich                                             | Kurt Schmied – Gerhard Hanappi, Ernst Happel, Leopold Barschandt – Ernst Ocwirk , Karl Koller – Robert Körner, Walter Schleger, Erich Probst, Alfred Körner, Robert Dienst Cheftrainer: Walter Nausch | Fred Martin – Willie Cunningham, Jock Aird, Tommy Docherty – Jimmy Davidson, Doug Cowie – Johnny MacKenzie, Allan Brown, Neil Mochan, Willie Fernie, Willie Ormond Cheftrainer: Andy Beattie | Schottland |
| Österreich                                             | 1:0 Probst (33.) | | Schottland |
| 1. Gruppenspiel                                        | | |            |
| 16. Juni 1954 um 18:00 Uhr in Zürich (Hardturmstadion) | | |            |
| Zuschauer: 25.000                                      | | |            |
| Schiedsrichter: Laurent Franken ( Belgien)             | | |            |
| Spielbericht                                           | | |            |

## Uruguay – Schottland 7:0 (2:0)
| Uruguay                                                 | Uruguay | Schottland | Schottland |
| ------------------------------------------------------- | --- | --- | ---------- |
| Uruguay                                                 | \| 2. Gruppenspiel \| \| 19. Juni 1954 um 16:50 Uhr in Basel (St.-Jakob-Stadion) \| \| Zuschauer: 34.000 \| \| Schiedsrichter: Vincenzo Orlandini ( Italien) \| \| Spielbericht \|                            | \| 2. Gruppenspiel \| \| 19. Juni 1954 um 16:50 Uhr in Basel (St.-Jakob-Stadion) \| \| Zuschauer: 34.000 \| \| Schiedsrichter: Vincenzo Orlandini ( Italien) \| \| Spielbericht \|                                                             | Schottland |
| Uruguay                                                 | Roque Máspoli – José Santamaría, William Martínez, Víctor Rodríguez Andrade – Obdulio Varela, Julio Abbadie – Oscar Míguez, Juan Schiaffino, Carlos Borges, Luis Cruz, Javier Ambrois Cheftrainer: Juan López | Fred Martin – Willie Cunningham, Jock Aird, Tommy Docherty – Jimmy Davidson, Doug Cowie – Johnny MacKenzie, Allan Brown, Neil Mochan, Willie Fernie, Willie Ormond Cheftrainer: ein Auswahlkomitee (Beattie trat nach dem ersten Spiel zurück) | Schottland |
| Uruguay                                                 | 1:0 Borges (17.) 2:0 Míguez (30.) 3:0 Borges (47.) 4:0 Abbadie (54.) 5:0 Borges (67.) 6:0 Míguez (83.) 7:0 Abbadie (85.)                                                                                      | | Schottland |
| 2. Gruppenspiel                                         | | |            |
| 19. Juni 1954 um 16:50 Uhr in Basel (St.-Jakob-Stadion) | | |            |
| Zuschauer: 34.000                                       | | |            |
| Schiedsrichter: Vincenzo Orlandini ( Italien)           | | |            |
| Spielbericht                                            | | |            |

## Österreich – Tschechoslowakei 5:0 (4:0)
| Österreich                                             | Österreich | Tschechoslowakei | Tschechoslowakei |
| ------------------------------------------------------ | --- | --- | ---------------- |
| Österreich                                             | \| 1. Gruppenspiel \| \| 19. Juni 1954 um 17:30 Uhr in Zürich (Hardturmstadion) \| \| Zuschauer: 26.000 \| \| Schiedsrichter: Vasa Stefanović ( Jugoslawien) \| \| Spielbericht \|                     | \| 1. Gruppenspiel \| \| 19. Juni 1954 um 17:30 Uhr in Zürich (Hardturmstadion) \| \| Zuschauer: 26.000 \| \| Schiedsrichter: Vasa Stefanović ( Jugoslawien) \| \| Spielbericht \|                | Tschechoslowakei |
| Österreich                                             | Kurt Schmied – Gerhard Hanappi, Ernst Happel, Leopold Barschandt – Ernst Ocwirk , Karl Koller – Robert Körner, Theodor Wagner, Erich Probst, Alfred Körner, Ernst Stojaspal Cheftrainer: Walter Nausch | Imrich Stacho – František Šafránek, Svatopluk Pluskal, Ladislav Novák – Jiří Trnka, Ladislav Hlaváček – Ota Hemele, Emil Pažický, Jiří Pešek, Jan Hertl, Ladislav Kačáni Cheftrainer: Karol Borhy | Tschechoslowakei |
| Österreich                                             | 1:0 Stojaspal (3.) 2:0 Probst (4.) 3:0 Probst (21.) 4:0 Probst (24.) 5:0 Stojaspal (70.) | | Tschechoslowakei |
| 1. Gruppenspiel                                        | | |                  |
| 19. Juni 1954 um 17:30 Uhr in Zürich (Hardturmstadion) | | |                  |
| Zuschauer: 26.000                                      | | |                  |
| Schiedsrichter: Vasa Stefanović ( Jugoslawien)         | | |                  |
| Spielbericht                                           | | |                  |